# Hermann Raschhofer
Hermann Raschhofer (26. července 1905 v Riedu – 27. srpna 1979 v Salcburku) byl německý právník, odborník na mezinárodní právo, poradce Karla Hermanna Franka a Konrada Henleina, po druhé světové válce obhájce stálé platnosti Mnichovské dohody a příslušnosti Sudet k Německu.

## Život
Studoval na univerzitách ve Vídni a Innsbrucku. Po skončení studií působil nejprve jako asistent na berlínském Institutu hraničních a zahraničních studií (Institut für Grenz- und Auslandsstudien) a následně na Univerzitě v Tübingenu. Poté se stal členem Rockefellerovy nadace a působil v Itálii a ve Francii. Následně působil na Institutu císaře Viléma (Kaiser-Wilhelm-Institut) v Berlíně. V roce 1937 se habilitoval na Berlínské univerzitě a přešel na univerzitu v Göttingenu.
V roce 1940 přešel Hermann Raschhofer na Německou Karlovu univerzitu, kde se v roce 1943 stal profesorem veřejného (včetně mezinárodního) práva a vedl zde Institut pro mezinárodní a říšské právo (Institut für Völker- und Reichsrecht). Podnikal též pravidelné cesty na Slovensko, kde působil jako poradce Hannse Ludina.
Po skončení druhé světové války našel Hermann Raschhofer útočiště v církevních kruzích v Miláně. Poté pokračoval ve své vědecké kariéře na univerzitách v Kielu a následně Würzburgu. Zasazoval se o zájmy Sudetoněmeckého krajanského sdružení a podporoval jeho cíle svou publikační činností.

## Dílo
Hermann Raschhofer byl silným kritikem tzv. Benešových memorand k Pařížské mírové konferenci.
V roce 1929 vydal svou první práci „Hlavní problémy práva národností“ (Hauptprobleme des Nationalitätenrechts), ve které kritizoval neexistenci ochrany národnostních menšin v Československu, Polsku a Jugoslávii v podobě autonomních národnostních skupin (tzv. Volksgruppe) s kolektivními právy vůči ostatním národnostem, ale pouze jako práv jednotlivců. V roce 1936 vydal práci „Národnost jako bytost a právní pojem“ (Nationalität als Wesen und Rechtsbegriff) ve které dále rozvedl své pojetí národnostní skupiny jako osoby a jejích práv.
Po skončení druhé světové války Hermann Raschhofer pokračoval ve své vědecké kariéře a podařilo se mu ustavit vlastní vědeckou školu, do které patří např. Otto Kimminich, Dieter Blumenwitz a Horst Rudolf Übelacker. V roce 1953 vydal práci „Otázka Sudet. Její mezinárodněprávní vývoj od první světové války do současnosti“ (Die Sudetenfrage. Ihre völkerrechtliche Entwicklung vom Ersten Weltkrieg bis zur Gegenwart), ve které dokazuje stálou platnost Mnichovské dohody a tvrdí, že Sudety jsou stále součást Německa.